# 그렉 먼로

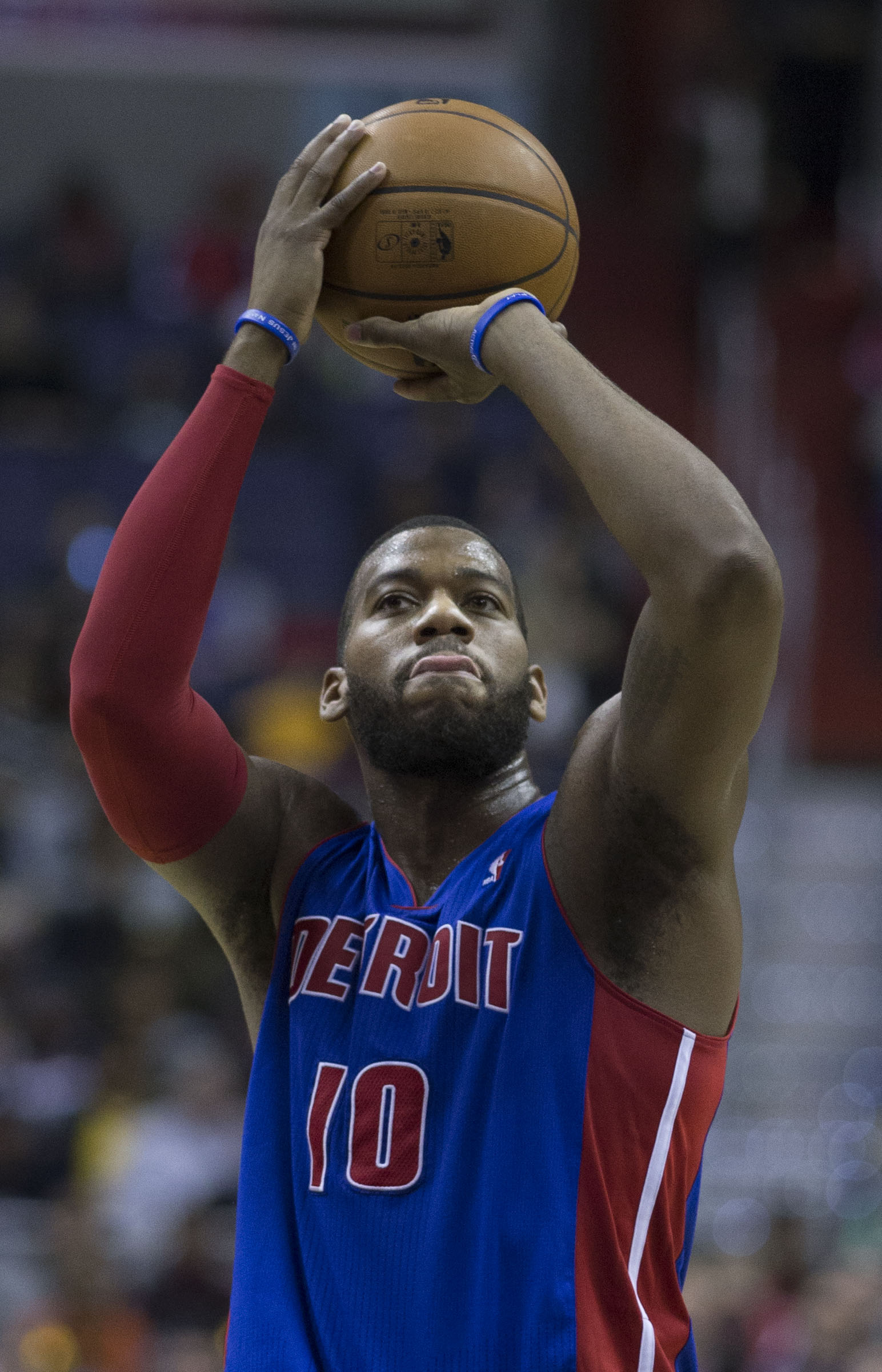

그렉 먼로(Greg Monroe, 본명: 그레고리 키스 먼로 주니어, Gregory Keith Monroe Jr., 1990년 6월 4일 ~ )는 미국의 전직 프로 농구 선수이다. 2010년 NBA 드래프트에서 전체 7순위로 디트로이트 피스톤스에 지명되었고, 2011년 피스톤스가 데니스 로드먼의 등번호를 영구 결번시키면서 등번호 10번을 입은 마지막 피스톤스 선수가 되었다. 먼로는 빅 이스트 올해의 신인상으로 선정되었다.

## 고등학교 경력
먼로는 루이지애나 주 하비에 있는 헬렌 콕스 고등학교에 다녔다. 2007-08년 시니어로서 그는 맥도날드 올아메리칸으로 선정되었으며 경기당 평균 21.0득점과 14.0리바운드를 기록하며 퍼레이드 올 아메리칸 1군 영예를 얻었다.
Rivals.com에서 5성급 신병으로 간주한 먼로는 2008년 미국 내 파워 포워드 1위이자 8위 선수로 선정되었다.